# بایان‌جارغالان (دوندغوبی)
شهرستان بایان‌جارغالان (به زبان مغولی: Баянжаргалан сум، [Bajanžargalan sum]؛ ᠪᠠᠶ᠋ᠠᠨ ᠵᠢᠷᠭᠠᠯᠠᠩ ᠰᠤᠮᠤ، [bayan jirɣalaŋ sumu]) یک شهرستان (سُوم) در مغولستان است که در استان دوندگاوی واقع شده‌است. بایان‌جارغالان ۳٬۱۸۹ کیلومتر مربع مساحت دارد.

## تقسیمات اداری
شهرستان بایان‌جارغالان متشکل از ۳ قصبه (باغ) می‌باشد، شامل:
- آرغاتای (مغولی: Аргатай баг، [Argataj bag]؛ ᠠᠷᠭᠠᠲᠠᠶ ᠪᠠᠭ، [arɣatai baɣ])
- اِنگِراُوس (مغولی: Энгэр-Ус баг، [Enger-Us bag]؛ ᠡᠩᠭᠡᠷ ᠤᠰᠤ ᠪᠠᠭ، [eŋger usu baɣ])
- شیلین‌غول (مغولی: Шилийн гол баг، [Šilijn gol bag]؛ ᠰᠢᠯᠢ ᠶᠢᠨ ᠭᠣᠣᠯ ᠪᠠᠭ، [šili-yin ɣoul baɣ])